# Zadorož'e
Zadorož'e (Задорожье; in tedesco fino al 1938 Mallenuppen, dal 1938 al 1946 Gembern; in lituano Malūnupiai o Zadorožjė) è un centro abitato (poselok) della Russia, compreso nel comune rurae di Krasnojarskoe nell'Oblast' di Kaliningrad.